# Brusand
Brusand is een plaats in de Noorse gemeente Hå, provincie Rogaland. Brusand telt 380 inwoners (2007) en heeft een oppervlakte van 0,23 km².
Aan de zuidkant van Brusand, aan de overkant van de snelweg, kan men nog steeds de anti-tank obstakels zien die zijn opgetrokken langs de kust tijdens de Tweede Wereldoorlog. Dit zijn de zogenaamde "Hitlers tanden" en ze werden gebouwd door krijgsgevangenen en andere dwangarbeiders. Dit om een geallieerde invasie in Noorwegen te voorkomen tijdens de Duitse bezetting in 1940-1945.
De Duitsers vonden het waarschijnlijk dan een geallieerde aanval zou gebeuren op de stranden, zowel door de nabijheid van het Verenigd Koninkrijk als het reliëf van de stranden.
De obstakels zijn gemaakt van steen en beton en werden voor enkele kilometers geplaatst, maximaal 4 rijen breed. De Noorse gevangenen saboteerden enkele van die "tanden" door meer zand te mengen in het beton waardoor ze zwakker werden.

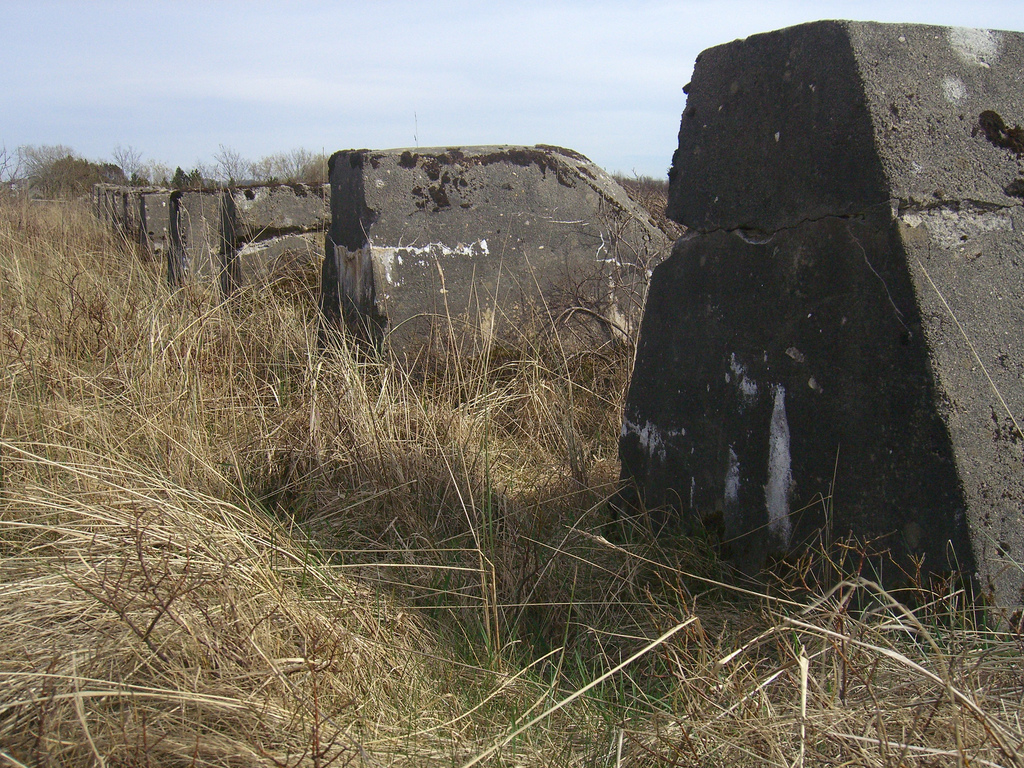
Hitler's tanden